# Тетяна Сорокко
Тетяна Сорокко — американська супермодель, редакторка моди й колекціонерка одягу от кутюр російського походження.

## Біографія
Народилася 26 грудня 1971 в закритому місті Арзамас-16 (нині Саров) в сім'ї фізиків-атомників. Після закінчення середньої школи переїхала до Москви. Працювала моделлю в Центрі моди «Люкс» і незабаром була помічена французькою модельною агенткою Мерилін Готьє (Marilyn Gauthier), яка запросила її на роботу до Парижа.
Чоловік — Серж Сорокко — американський бізнесмен і власник відомої галереї сучасного мистецтва «Serge Sorokko Gallery» в Сан-Франциско, США. Основна резиденція сім'ї знаходиться в Сан-Франциско, штат Каліфорнія.

## Кар'єра
Працювала на подіумі для Yves Saint Laurent, Christian Dior, Givenchy, Chanel, Christian Lacroix, Nina Ricci, Valentino, Vivienne Westwood, Versace, Alexander McQueen, Jean Paul Gaultier, Lanvin, Balmain, Yohji Yamamoto, Armani, Roberto Cavalli, Prada, Fendi, Gianfranco Ferre, Marc Jacobs, Donna Karan, Ralph Lauren, Oscar de la Renta, Michael Kors, Calvin Klein i багатьох інших будинків моди.
З'являлася на сторінках і обкладинках найвідоміших журналів моди, включаючи Vogue, Harper's Bazaar, Cosmopolitan, Glamour i Elle.
Брала участь у рекламних кампаніях таких брендів, як Versace (1993), Ungaro (1992,1993, 1994), Grès (1994), Donna Karan (1996).
Знялася в епізодичній ролі у фільмі Роберта Альтмана «Висока мода».
Знялася в рекламі для Honda Integra з американським актором Бредом Піттом.
Вивчала історію моди в San Francisco Academy of Art University в Сан-Франциско, США.
У 2001 році стала іноземною кореспонденткою і пишучою редакторкою російського видання журналу Vogue. До 2005 року була авторкою щомісячної рубрики «Телеграма від Тетяни Сорокко» з коментарями про моду, дизайн інтер'єру, стиль життя, мистецтво та архітектуру.
У лютому 2004 року виступила з духовим квінтетом Російського національного оркестру на гастролях у США як оповідачка у творі французького композитора Жана-Паскаля Бейнтуса «Слідами вовка». На спеціальному концерті у вашингтонському музеї The Phillips Collection, серед багатьох столичних знаменитостей, був присутній Принц Майкл Кентський, який того дня став Королівським покровителем РНО. Рецензія, опублікована в газеті The Washington Post, зазначила, що "Тетяні … дісталися всі оплески «Петі і вовка». Раніше з Російським національним оркестром оповідачами в цій симфонічної казці виступали Софі Лорен, Білл Клінтон і Михайло Горбачов.
У 2005 році стала пишучою редакторкою моди американського журналу Harper 's Bazaar, з яким співпрацює понині. Брала інтерв'ю і займалася стилістикою фотозйомок знаменитостей, таких як Елізабет Тейлор, Джоан Коллінз, Катерина Ющенко, Ненсі Пелосі, Донателла Версаче, Джон Маккейн і Сінді Маккейн, Ральф Лорен у Москві та багатьох інших.
Читає лекції на теми історії моди і колекціонування от кутюр в американських університетах та музеях, таких як San Francisco Academy of Art University, Phoenix Art Museum, Fine Arts Museums of San Francisco та ін.
Часто виставляє або передає в дарунок предмети зі своєї колекції американським музеям, таким як Музей мистецтва Метрополітен в Нью-Йорку, de Young Museum в Сан-Франциско, музей при Fashion Institute of Technology в Нью-Йорку і Phoenix Art Museum у Фініксі, штат Аризона.
Неодноразово з'являлася на знаменитому американському ток-шоу «The Martha Stewart Show», де обговорювала різноманітні теми: від секретів кулінарії до тонкощів стилю і високої моди.

## Музейні виставки
У квітні 2010 року в Російському музеї моди в Москві відкрилася виставка «За межами подіуму: стиль Тетяни Сорокко» («Extending the Runway: Tatiana Sorokko Style»). Експозиція пройшла в новому приміщенні Всеросійського музею декоративно-прикладного мистецтва, щойно відреставрованому приміщенні, яке в 1980-х займали кабінет, приймальня і зал засідань Голови Ради Міністрів РРФСР Михайла Соломенцева. Кураторкою виступила Денніта Сьюелл (Dennita Sewell), раніше директор колекцій у Metropolitan Museum of Art в Нью-Йорку, а наразі — голова департаменту моди в Phoenix Art Museum. Експонатами виставки стали понад 80 вінтажних дизайнерських суконь, строїв от кутюр і аксесуарів з колекції Тетяни Сорокко, створених знаменитими модельєрами та будинками моди, починаючи з 1920-х: Fortuny, Paquin, Lanvin, Madame Grès, Balmain, Cristobal Balenciaga, Comme des Garçons, Patou, Pauline Trigère, Azzedine Alaїa, Jean-Louis Scherrer, Jean Paul Gaultier, Gianfranco Ferrè, Ungaro, Vivienne Westwood, Yohji Yamamoto, James Galanos, Halston, Chado Ralph Rucci та іншими. В окремому залі були виставлені рідкісні сумки з екзотичної шкіри модного будинку Hermès. Виставка відбулася за підтримки Міністерства культури Російської Федерації і широко висвітлювалася як у російських, так і в зарубіжних ЗМІ.
У вересні 2010 року виставка «Extending the Runway: Tatiana Sorokko Style» переїхала з Російського музею моди в Phoenix Art Museum, США. На додаток до експонатів, показаним в Москві, експозиція Сорокко у Фініксі включила також колекцію унікальних прикрас італійського ювелірного Дому Codognato.
Спеціально до виставок у Москві та Фініксі в США була випущена ілюстрована книга «Extending the Runway: Tatiana Sorokko Style», в якій відображені найбільш значні моменти кар'єри Тетяни Сорокко. Передмову написала головна редакторка американського Harper 's Bazaar Гленда Бейлі (Glenda Bailey), а авторами трьох есе стали кураторка експозиції Денніта Сьюелл, італійський фотограф моди Марко Главіано (Marco Glaviano) і американський модельєр Ральф Руччі (Ralph Rucci).

## Індивідуальний стиль
Західні ЗМІ пишуть про Тетяну Сорокко як про «ікону стилю» і «законодавицю моди». Американський Vogue назвав її «моделлю, що направляє моду» ще в 2000 році. Їй приписують початок або популяризацію модних напрямів, таких як перетворені вже на частину масової культури на Заході вінтажний одяг і прикраси з черепами і символікою memento mori, особливо ювелірні вироби культового венеціанського ювеліра Аттіліо Кодоньято (Attilio Codognato), які вона збирає і носить з початку 1990-х. Головна редакторка американського Harper's Bazaar Гленда Бейлі (Glenda Bailey), яка відвідала церемонію відкриття виставки в Москві, впевнена: «Тетяна — приклад для наслідування не тільки в тому, яке місце вона займає в моді, але і в те, як вона дивиться на моду. Це робить її повноцінною співавторкою моди. Ось чому виставка Extending the Runway: Tatiana Sorokko Style — це не просто гардероб моделі, яким би розкішним він не був, а ще й унікальний шанс зазирнути в історію самої моди». Дизайнер Ральф Руччі (Ralph Rucci) вважає: «Тетяна — одна з небагатьох моделей, які привнесли в моду власне бачення і незалежність. Її стиль не тільки бездоганний, його вплив відчувається в різноманітних сферах. Вона, без сумніву, надихала мою роботу і чинила на неї вплив».
У 2000 році американський Vogue включив Тетяну Сорокко до щорічного міжнародного списку 100 найбільш добре одягнених знаменитостей — «The Best Dressed List», а в 2007 році американський Harper 's Bazaar назвав її серед найкраще одягнених жінок усіх часів — "Best Dressed Women of All Time". Американський Harper 's Bazaar також включив її до списку «Best Dressed Celebrities» у 2008, 2009, 2010, 2011, 2012, 2013 і 2014 роках.

## Відзнаки та рейтинги
- У 2009 році була включена російським виданням журналу TimeOut у списку «50 людей і речей, які Москва подарувала світу»[43]